# Recques-sur-Course
Recques-sur-Course é uma comuna francesa na região administrativa de Altos da França, no departamento de Pas-de-Calais. Estende-se por uma área de 4,83 km². Em 2010 a comuna tinha 280 habitantes (densidade: 58 hab./km²).